# Лобанов, Андрей Викторович
Андрей Викторович Лобанов (3 января 1976) — белорусский футболист, нападающий и полузащитник.

## Биография
Воспитанник минской футбольной школы «Смена». Начал играть на взрослом уровне в старшей команде «Смены» во второй и первой лигах Беларуси.
Летом 1993 года перешёл в клуб высшей лиги «Динамо-93» (Минск) и, несмотря на юный возраст, стал одним из основных игроков команды. Со своим клубом завоевал серебряные (1993/94) и бронзовые (1994/95, 1995) награды чемпионата страны, а также Кубок Беларуси 1994/95. В 1997 году перешёл в «Молодечно» и за неполный сезон забил 11 голов в высшей лиге, затем играл за минское «Динамо».
В 1999 году перешёл в латвийский клуб «Металлург» (Лиепая) и провёл в его составе два сезона. Серебряный (1999) и бронзовый (2000) призёр чемпионата Латвии. В 2000 году с 11 голами вошёл в пятёрку лучших бомбардиров лиги. Финалист Кубка Латвии 2000 года.
В 2001 году перешёл в «Шахтёр» (Солигорск), но сыграл лишь 5 матчей, а в следующем сезоне ни разу не появился на поле. В 2003 году вернулся в «Молодечно», вылетевшее по итогам сезона из высшей лиги. В сезоне 2004/05 провёл 4 матча в чемпионате Азербайджана за «Хазар» (Ленкорань). В 2005 году играл в первой лиге за могилёвское «Торпедо-Кадино», по окончании сезона клуб прекратил существование и футболист в неполные 30 лет завершил профессиональную карьеру.
Всего в высшей лиге Беларуси сыграл 125 матчей и забил 34 гола. Принимал участие в матчах еврокубков в составе белорусских и зарубежных клубов.
Выступал за сборные Беларуси младших возрастов. Участник финального турнира чемпионата Европы среди 18-летних 1994 года, где сыграл 2 матча, а его команда не вышла из группы.